# Mattéo Guendouzi
Mattéo Guendouzi (ur. 14 kwietnia 1999 w Poissy) – francuski piłkarz marokańskiego pochodzenia występujący na pozycji pomocnika we włoskim klubie Lazio oraz w reprezentacji Francji. Wychowanek Paris Saint-Germain, w przeszłości grał także w takich zespołach, jak FC Lorient, Arsenal oraz Hertha BSC.